# Beira (antílop)
El beira (Dorcatragus megalotis) és un petit antílop que viu a les regions àrides de Somàlia, Djibouti i l'est d'Etiòpia.
El beira fa entre 40 i 60 cm d'alçada a l'espatlla i pesa entre 9 i 11 kg. Té un pelatge bast de color vermell-gris, amb la cara groga-vermella. Té unes llargues orelles (15 cm) i els mascles tenen unes curtes banyes rectes. S'està duent a terme un programa de cria en captivitat a la Reserva d'Animals d'Al Wabra, a Qatar. La població actual en captivitat és d'uns 25 beires.
El nom «beira» deriva de behra, el seu nom en somali.